# Nic Nilson
Nic Nilson é pseudônimo do ator (Nicolau Nilson Barbosa) nascido em Cabo Verde em 10 de abril de 1956.

## Biografia
Foi criado em Limeira desde os 4 anos de idade. Veio para São Paulo com 18 anos para ingressar na Aeronáutica, no Comando Aéreo do Cambuci, mas foi enviado para servir em Pirassununga, na FAB. Terminado seu tempo de caserna, veio morar em Campinas, onde conheceu o Teatro Popular do SESI e pela primeira vez assistiu a uma peça teatral profissional encenada pela Cia Sia Santa: "O Castelo de Mulumi", do teatrólogo Jurandir Pereira. Apaixonou-se pelo teatro e decidiu ser ator, viajando por boa parte do Brasil.
Mudou-se para São Paulo e nesta metrópole se transformou em Ator de Teatro, de Televisão, de Cinema, mais tarde passou a ser Teatrólogo com inúmeros textos representados e formou-se Jornalista e Escritor e Roteirista e ainda Publicitário e Cineasta.
Foi o pioneiro em produções de textos teatrais espíritas, com grande sucesso para "O Amor Venceu" de Zíbia Gaspareto e sua produção mais duradoura foi o infantil  [O Grilo e o Vagalume] que está em cartaz até hoje - já faz 20 anos.
Nic Nilson retratou toda a história no cinema o caso da contaminação da Shell dirigindo o seu primeiro longa metragem com roteiro próprio - O caso Shell- O lucro acima da vida. No elenco atores como Déo Garcez, Zezé Motta, João Vitti, Denis Derkian, Aílton Graça e grande elenco.  O caso ocorrido em 1995 a Shell vendeu suas instalações para multinacional “American Cyanamid”, que passou a produzir a mesma linha de produtos, também adquirida. Antes da venda, por imposição da compradora, fora realizada uma auditoria ambiental pela empresa “Environmental Resources Management, Inc. ERM”, empresa especializada em avaliação de risco, tendo sido contatada a contaminação das águas subterrâneas e do solo no sítio onde estava instalada as fábricas da Shell.
Em 2015 começará as gravações do seu segundo longa, Corações Marginais - roteiro de Monica Carvalho. No elenco Raimundo de Souza, João Vitti, Monica Carvalho, Anna Maria Dias, Suzana Vieira, Nicolle Puzzi e grande elenco.

## Carreira

### Teatro
2010 - Fora Dengão - Richards Paradizzi
2005 - De Doido e Louco - TBC
2002 - As Garotas do Edifício ao Lado - Osmar Cruz
1982 - O Grilo e O Vagalume - AUTOR
1981 - O Jecão -  AUTOR
1980 - Seis Personagens - AnnaMaria Dias
1978 - Dom Casmurro - Carlos de Simoni
1978 - O Planeta Lilás -Ziraldo Cia Sia Santa
SBAT - AUTOR SBAT

### Cinema
2010 – Balada nº 1-                    Mendes Guimarães
2008 – Van Gogh –                      Globo cine
2006 – Pedra, Bronze e História -      FICC
2005 – Ubaldinho                       Globo cine

### Escritor
2009 – E A Vaca Foi pro Brejo – IXTLAN[ligação inativa]
2002 – Romeu e Julieta -            ISBN 85-7416-148-9   -  Callis
2001 – Os Três Porquinhos  –    ISBN  85-7416-133-0      -  Callis
1985 – O Grilo e o Vagalume -                            -  melhores autores

### Televisão
Comerciais